# Testi
Testi is een historisch Italiaans merk van racefietsen en motorfietsen.
In eerste instantie (na de Tweede Wereldoorlog) maakte Testi racefietsen, maar vanaf 1949 bouwde Testi lichte motorfietsen van 49- tot 173 cc. Eerst werden voornamelijk Sachs-blokken ingebouwd, later kwamen er snelle motoren van FB Minarelli.
Al snel ging Testi frames aan andere merken leveren en in samenwerking met Demm ontstond de (Dik Vesting)-bromfiets. De samenwerking met Demm duurde tot 1956, toen Umberto Testi failliet ging.
In 1958 ging Testi samen met zijn zoon Erio weer bromfietsen produceren. De naam werd nu Velomotor Testi. Testi maakte zowel terreinmotoren als sportieve straatmodellen en bromfietsen.